# Зелений Під
Зелений Під (до 2016 — Червоний Перекоп) — селище в Україні, у Зеленопідській селищній громаді Каховського району Херсонської області. Населення становить 1125 осіб.

## Географія
Розташований за 25 км від Каховки і за. 35 км від найближчої залізничної станції Братолюбівка. Через селище приходить автошлях Каховка—Новоолексіївка. Населення — 1354 чоловіка. До 2020 року сільській раді були підпорядковані населені пункти Зелена Рубанівка, Калинівка, Петропавлівка, Подівка, Просторе.

## Герб
У срібному щиті золотий колос, що супроводжується знизу лазуровими вписаними променями.

## Історія
Селище засноване 1929 року. Його виникнення пов'язане із створенням у херсонському степу зернового радгоспу-велетня. За ним було закріплено 197 тис. га землі; радгоспні лани сягали до Сивашу. Новостворюваним радгоспу і селищу дано назву «Червоний Перекоп».
Було споруджено двоквартирні, кам'яні будинки з електричним освітленням і водогоном. У 1930—1932 рр. відкрилися громадська їдальня, хлібопекарня, лазня, магазини продовольчих і промислових товарів, було споруджено тимчасове приміщення клубу, бібліотеки. Згодом були побудовані стаціонарні дитячі ясла й садок.
У 1934 році постановою бюро Одеського обкому КП(б)У «Червоний Перекоп» було розукрупнено. Але й після цього він залишався одним з найбільших і найрозвиненіших господарств півдня України. 1935 року в ньому працювали 333 постійні та 233 сезонні робітники, 29 чоловік інженерно-технічного персоналу. Радгосп мав 6 відділків, 20,4 тис. га землі, з яких 12 тис. га орної. На тваринницьких фермах налічувалося 954 голови великої рогатої худоби, 222 коней. Ферми було укомплектовано коровами червоної степової породи. Колектив радгоспу приділяв велику увагу освоєнню цілини й перелогів. У 1938 році площа орної землі збільшилася до 16 тис. га, пасовищ — майже до 3 тис.; плодоносив 25-гектарний сад.
До радгоспу «Червоний Перекоп», який став провідним зерновим господарством Херсонщини, приїздили вчитися передових методів праці хлібороби й механізатори з Миколаївської, Одеської та інших областей. Робітниче селище за 10 років перетворилося на поселення міського типу з добре розпланованими кварталами й вулицями, забудованими кам'яними будинками. Червоний Перекоп було електрифіковано, споруджено водонапірну башту, прокладено водогін.
1930 року у селі було відкрито 7-річну школу. Того ж року в Червоному Перекопі відкрилося училище механізації сільського господарства, яке забезпечувало радгоспи та МТС району кваліфікованими трактористами, комбайнерами тощо. Відчинилися двері будинку культури із залом на 250 місць.
11 вересня 1941 р. нацистськими військами було окуповано Червоний Перекоп. Було розстріляляно робітника радгоспу Г. О. Довбню, завідувача відділення зв'язку М. Й. Ціпера, його дружину і двох малолітніх дітей. Юнаків та дівчат силоміць вивозили на каторжні роботи до Німеччини.
Восени 1943 року фронт наблизився до Червоного Перекопу. При відступі нацистами було зруйнувано ферми й господарські приміщення, ремонтні майстерні, зерносховище, нафтобазу, електростанцію, бібліотеку. 2 листопада 1943 року до селища з боями вступили бійці 2-го гвардійського механізованого та 5-го Донського козачого корпусів, що входили до складу 4-го Українського фронту4. 332 воїни-червоноперекопці загинули на полях 2 Світової війни.
1944 року до Червоного Перекопу з РРФСР почали надходити трактори, худоба. Восени 1944 року було засіяно майже половину орної площі. Ремонтувалися, а здебільшого будувалися заново тваринницькі приміщенні, зерносховища, майстерні. Відбудовувалося й селище. На початку 50-х років було повністю відновлено житловий фонд, впорядковано вулиці, розширено торговельну мережу. Діяли лікарня, школа, клуб.
До Червоного Перекопу у 1946—1947 рр. було силоміць переселено ряду мешканців деяких сіл Посяння, яке внаслідок радянсько-польської угоди відійшло до складу Польщі. Протягом 1949—1950 рр. їм було надано 45 квартир, виділено кошти для влаштування на новому місці.
На кінець 1950-х рр. у радгоспі було створено потужну технічну базу, яка налічувала понад сто тракторів та стільки ж комбайнів. Струм Каховської ГЕС (з 1955 р.) дав можливість оснастити усі галузі господарства трансформаторами і електромоторами.
Загалом у селищі за повоєнні роки було споруджено понад 200 індивідуальних житлових будинків загальною площею 12 тис. кв. метрів. У центрі селища збудовано 15 двоповерхових комунальних житлових будинків міського типу.
Селище на початку 1970-х рр. було повністю електрифіковано і радіофіковано, влаштовано телефонну мережу, прокладено тротуари. Було відкрито великий селищний універмаг, діяли 15 магазинів і крамниць, налагоджено комісійну торгівлю сільськогосподарськими продуктами. До послуг жителів були 3 їдальні, кілька буфетів. Працювала сільська дільнична лікарня з пологовим відділенням, кілька медичних пунктів. Діяли дитячі ясла та садок. Діяла музична школа.
У 1960-х роках в місцевому училищі проходили практику юнаки з В'єтнаму.
2016 року селище перейменованон в Зелений Під. Є центром територіальної громади.
12 червня 2020 року, відповідно до Розпорядження Кабінету Міністрів України № 726-р «Про визначення адміністративних центрів та затвердження територій територіальних громад Херсонської області», увійшло до складу Зеленопідської сільської громади.
17 липня 2020 року, в результаті адміністративно-територіальної реформи увійшло до складу новоутвореного Каховського району.
У лютому 2022 року село тимчасово окуповане російськими військами під час російсько-української війни.

## Населення

### Мова
Розподіл населення за рідною мовою за даними перепису 2001 року:
| Мова       | Відсоток |
| ---------- | -------- |
| українська | 91,29%   |
| російська  | 8,44%    |
| інші       | 0,27%    |

## Постаті
- Мальцев Юрій Петрович (1966—2016) — старший солдат Збройних сил України, учасник російсько-української війни.